# 島野卓爾
島野 卓爾（しまの たくじ、1928年10月15日 - 2004年6月4日）は、日本の経済学者。
東京出身。1953年学習院大学政治学科卒、1956年西ドイツ・キール大学博士課程修了、政治学博士。1956年上智大学講師、60年学習院大学政経学部講師、助教授、67年同経済学部教授。99年定年、名誉教授。妻は上原七之助(上原勇作の長男)の次女､仲子。

## 著書
- 『世界経済を考える 円切り上げ問題に関連して』勁草書房 1970
- 『現代経済 1　国際通貨』筑摩書房 1973
- 『国際協調の新分野』世界の動き社 世界の中の日本経済シリーズ 1974
- 『国際経済政策の課題 相互依存経済へのアプローチ』日本経済新聞社 1975
- 『国際経済』日本経済新聞社・日経文庫 経済学入門シリーズ　1979
- 『日本経済を見る目 国際経済の視点から』講談社現代新書　1979
- 『欧州通貨統合の経済分析』有斐閣 1996
- 『ドイツ経済を支えてきたもの 社会的市場経済の原理』知泉書館 2003

### 共編著
- 『経済成長と貿易構造』小島清,渡部福太郎共著 勁草書房 1968
- 『日本の金融』浜田宏一共編 岩波書店 1971
- 『現代経済学の事典』丸尾直美共編 有斐閣選書　1976
- 『国際経済論』松永嘉夫共著 青林書院新社 青林双書　1976
- 『円高・円安 日本経済への影響』荒木信義共編 有斐閣選書　1980
- 『どう変わる世界貿易と日本 21世紀に向けて』編 通商産業調査会 1983
- 『円新時代 日本経済の将来を展望する』荒木信義共編 有斐閣選書　1987
- 『EU入門 誕生から,政治・法律・経済まで』岡村尭,田中俊郎共編著 有斐閣 2000

### 翻訳
- ロルフ・サンヴァルト, ジャック・ストーラー共著『経済統合の基礎理論』アジア経済研究所 翻訳シリーズ 1962
- E・グーテンベルク『ドイツの奇跡』篠田雄次郎共訳 日本能率協会 マネジメント新書 1962
- E.シュナイダー『経済計算論』ダイヤモンド社 1963
- J.ヴァネック『国際貿易 理論と政策』渡部福太郎,貝塚啓明共訳 東洋経済新報社 1964
- ヤン・ティンバーゲン『国際経済政策』竹内書店 1966

## 論文
- ＜島野卓爾